# 10H busz (Szombathely)
A szombathelyi 10H jelzésű hivatásforgalmú autóbusz az Oladi városrész, autóbusz-váróterem és az iVy Technology Kft. (Vépi út) megállóhelyek között közlekedik. A vonalat a Blaguss Agora üzemelteti. A buszokra csak az első ajtón lehet felszállni.

## Története
2013. szeptemberig, tanítási munkanapokon, egy reggeli járat az Autóbusz-állomás felé betért a Szövő utcába és minden kijelölt megállóhelyen megállt:
- Vépi út,
- Kötő utca,
- Szövő utca 66.,
- Szövő utca 100.
- Szövő utca, autóbusz-forduló,
- Szövő utca 66.,
- Kötő utca,
- Vépi út

2015. március 2-től útvonala meghosszabbodott a Derkovits lakótelepen keresztül az Oladi lakótelepig.
2022. január 1-től a vonal üzemeltetését a Blaguss Agora vette át. Ettől a naptól kezdve a járatok a Bébictelep Oladi városrész irányú megállóhelyen, kiépítettség hiányában, egyelőre nem állnak meg.
2022. augusztus 1-től a buszok mindkét irányban megállnak az 56-osok tere megállóhelyen is. Egy reggeli járatpár meghosszabbításra került Olad, autóbusz-forduló és az Aranypatak lakópark felé.

## Közlekedése
Munkanapokon főleg a reggeli, a délutáni és az esti műszakokhoz igazítva közlekedik. Hétvégén csak 3 járatpár indul. Munkanapokon egy reggeli járat az Oladi városrész után továbbközlekedik, a Herman Ottó Szakközépiskola érintésével, Olad, autóbusz-forduló megállóhelyig, majd onnan az Aranypatak lakóparkhoz, végül visszatér Oladi városrészre.

## Útvonala
| iVy Technology Kft. (Vépi út) felé | Oladi városrész, autóbusz-váróterem felé |
| --- | --- |
| Oladi városrész, autóbusz-váróterem - Faludi Ferenc utca - Gazdag Erzsi utca - Kassák Lajos utca - Kodály Zoltán utca - Váci Mihály utca - Paragvári utca - Szűrcsapó utca - Rohonci út - Magyar László utca - Brutscher József utca - Sörház utca - Hollán Ernő utca - Kiskar utca - Thököly Imre utca - Szent Márton utca - Vörösmarty Mihály utca - Széll Kálmán utca - Vasútállomás - Szelestey László utca - Nádasdy Ferenc utca - Szent Márton utca - Zanati út - Pálya utca - Sólyom utca - Csaba utca - Vásártér utca - Vépi út - iVy Technology Kft. (Vépi út) | iVy Technology Kft. (Vépi út) - Vépi út - Vépi úti körforgalom - Vépi út - Vásártér utca - Csaba utca - Sólyom utca - Pálya utca - Zanati út - Szent Márton utca - Nádasdy Ferenc utca - Széll Kálmán utca - Vasútállomás - Szelestey László utca - Vörösmarty Mihály utca - Szent Márton utca - Thököly Imre utca - Kiskar utca - Hollán Ernő utca - Sörház utca - Petőfi Sándor utca - Rohonci út - Szűrcsapó utca - Paragvári utca - Váci Mihály utca - Kodály Zoltán utca - Kassák Lajos utca - Faludi Ferenc utca - Oladi városrész, autóbusz-váróterem |

## Megállói
| 10H (Oladi városrész, autóbusz-váróterem – iVy Technology Kft. (Vépi út)) | 10H (Oladi városrész, autóbusz-váróterem – iVy Technology Kft. (Vépi út)) | 10H (Oladi városrész, autóbusz-váróterem – iVy Technology Kft. (Vépi út))         | 10H (Oladi városrész, autóbusz-váróterem – iVy Technology Kft. (Vépi út)) | 10H (Oladi városrész, autóbusz-váróterem – iVy Technology Kft. (Vépi út)) | 10H (Oladi városrész, autóbusz-váróterem – iVy Technology Kft. (Vépi út))                 | 10H (Oladi városrész, autóbusz-váróterem – iVy Technology Kft. (Vépi út)) | 10H (Oladi városrész, autóbusz-váróterem – iVy Technology Kft. (Vépi út)) |
| Perc (↓)                                                                  | Perc (↓)                                                                  | Megállóhely                                                                       | Perc (↑)                                                                  | Perc (↑)                                                                  | Átszállási lehetőségek                                                                    | Fontosabb létesítmények |                                                                           |
| ------------------------------------------------------------------------- | ------------------------------------------------------------------------- | --------------------------------------------------------------------------------- | ------------------------------------------------------------------------- | ------------------------------------------------------------------------- | ----------------------------------------------------------------------------------------- | --- | ------------------------------------------------------------------------- |
| 0                                                                         | 0                                                                         | Oladi városrész, autóbusz-váróterem                                               | 35                                                                        | 28                                                                        | 4H, 5H, 24, 30Y                                                                           | |                                                                           |
| 2                                                                         | 2                                                                         | TESCO szupermarket                                                                | 34                                                                        | 27                                                                        | 4H, 5H, 24, 30Y                                                                           | TESCO Szupermarket, PENNY MARKET |                                                                           |
| 3                                                                         | 3                                                                         | Nagy László utca                                                                  | 33                                                                        | 26                                                                        | 4H, 5H, 24, 25, 30Y                                                                       | Batthyány-Strattmann László és Fatimai Szűz Mária templom |                                                                           |
| 4                                                                         | 4                                                                         | Oladi iskolák (Korábban: Oladi Művelődési és Oktatási Központ)                    | 32                                                                        | 25                                                                        | 3A, 4H, 5H, 24, 25, 30Y                                                                   | Oladi Művelődési és Oktatási Központ, Simon István utcai Általános Iskola, Teleki Blanka Szakközép és Szakiskola |                                                                           |
| 5                                                                         | 5                                                                         | Szolgáltatóház (Váci Mihály utca) (Korábban: Váci Mihály utca (MATCH))            | 31                                                                        | 24                                                                        | 2A, 2C, 4H, 5, 5H, 9, 22, 25                                                              | |                                                                           |
| 6                                                                         | 6                                                                         | Váci Mihály Általános Iskola                                                      | 30                                                                        | 23                                                                        | 2A, 2C, 4H, 5, 5H, 9, 22, 25                                                              | Váci Mihály Általános Iskola, Fiatal Házasok Otthona, Mocorgó Óvoda |                                                                           |
| 7                                                                         | 7                                                                         | Művészeti Gimnázium (Szűrcsapó utca) (↓) Művészeti Gimnázium (Paragvári utca) (↑) | 29                                                                        | 22                                                                        | 2A, 2C, 4H, 5, 5H, 9, 12, 20A, 20C, 21, 22, 24, 25, 29A, 29C                              | Művészeti Gimnázium |                                                                           |
| 8                                                                         | 8                                                                         | Derkovits Gyula Általános Iskola (Korábban: Szabó Miklós utca)                    | 28                                                                        | 21                                                                        | 4H, 5, 5H, 9, 20A, 20C, 24, 29A, 29C                                                      | Derkovits Gyula Általános Iskola |                                                                           |
| 9                                                                         | 9                                                                         | Derkovits bevásárlóközpont                                                        | 27                                                                        | 20                                                                        | 4H, 5, 5H, 9, 20A, 20C, 24, 29A, 29C                                                      | Derkovits Bevásárlóközpont, Órásház, Bolyai János Gyakorló Általános Iskola és Gimnázium |                                                                           |
| 11                                                                        | 11                                                                        | Órásház                                                                           | 26                                                                        | 19                                                                        | 2A, 2C, 4H, 5, 5H, 9, 20A, 20C, 22, 29A, 29C, 30Y                                         | Órásház, Derkovits Bevásárlóközpont, Bolyai János Gyakorló Általános Iskola és Gimnázium |                                                                           |
| 12                                                                        | 12                                                                        | Haladás pálya                                                                     | 24                                                                        | 18                                                                        | 4H, 5, 5H, 9, 30Y                                                                         | Haladás Sportkomplexum |                                                                           |
| 14                                                                        | 14                                                                        | Autóbusz-állomás (Sörház utca)                                                    | 22                                                                        | 16                                                                        | 1U, 4H, 5, 5H, 7H, 9, 23, 27, 27A, 30Y                                                    | Autóbusz-állomás, Ady Endre tér, Tűzoltóság, Régi börtön, Megyei Művelődési és Ifjúsági Központ, Kereskedelmi és Vendéglátói Szakközépiskola, Puskás Tivadar Szakképző Iskola, Járdányi Paulovics István Romkert, Weöres Sándor Színház, Kollégiumok |                                                                           |
| 16                                                                        | 15                                                                        | Nyomda                                                                            | 20                                                                        | 15                                                                        | 1U, 4H, 5H, 7, 7H, 9, 23, 27, 27A, 30Y                                                    | Nyomda, Óperint üzletház, Smidt Múzeum, Kiskar utcai rendelő, Sarlós Boldogasszony-székesegyház, Megyeháza, Püspöki Palota, Nyugat Magyarországi Egyetem D Épület, Levéltár                                                                          |                                                                           |
| 18                                                                        | 17                                                                        | Városháza                                                                         | 18                                                                        | 14                                                                        | 5H, 6, 7, 9, 12, 20A, 20C, 21, 27, 27A, 30Y                                               | Városháza, Fő tér, Isis irodaház, Okmányiroda |                                                                           |
| 19                                                                        | 18                                                                        | Aluljáró (Thököly utca)                                                           | ∫                                                                         | ∫                                                                         | 6, 9, 12, 20A, 21, 27, 27A, 30Y                                                           | Történelmi Témapark, Szent Erzsébet Ferences templom, Kanizsai Dorottya Gimnázium |                                                                           |
| ∫                                                                         | ∫                                                                         | Aluljáró (Szent Márton utca)                                                      | 16                                                                        | 13                                                                        | 5H, 6, 7, 12, 20C, 21, 27, 27A, 30Y                                                       | Borostyánkő Áruház, Vásárcsarnok, Vízügyi Igazgatóság |                                                                           |
| 21                                                                        | 20                                                                        | 56-osok tere (Széll Kálmán utca) (↓) 56-osok tere (Vörösmarty utca) (↑)           | 14                                                                        | 12                                                                        | 1U, 2A, 2C, 3H, 5, 6, 6H, 7, 9, 12, 20A, 20C, 21, 21A, 22, 23, 25, 27, 27A, 29A, 29C, 30Y | 56-osok tere, Vámhivatal, Földhivatal, Államkincstár, Gyermekotthon |                                                                           |
| 23                                                                        | 22                                                                        | Vasútállomás                                                                      | 12                                                                        | 10                                                                        | 1U, 2A, 2C, 3H, 5, 6, 6H, 7, 9, 12, 20A, 20C, 21, 21A, 22, 23, 25, 27, 27A, 29A, 29C, 30Y | Szombathely Helyi autóbusz-állomás, Éhen Gyula tér |                                                                           |
| 27                                                                        | 25                                                                        | Pálya utca                                                                        | 8                                                                         | 7                                                                         |                                                                                           | |                                                                           |
| 29                                                                        | 26                                                                        | Sólyom utca 70.                                                                   | 6                                                                         | 6                                                                         |                                                                                           | |                                                                           |
| 30                                                                        | 27                                                                        | Jávor utca                                                                        | 5                                                                         | 5                                                                         |                                                                                           | MÉH-telep |                                                                           |
| 31                                                                        | 28                                                                        | Szatmár utca                                                                      | 4                                                                         | 4                                                                         | 8H                                                                                        | Gabonatár |                                                                           |
| 33                                                                        | 29                                                                        | Bébictelep (Korábban: Bébictelep, Opel-csillag)                                   | ∫                                                                         | ∫                                                                         | 8H                                                                                        | TDK-EPCOS Kft. |                                                                           |
| 34                                                                        | 30                                                                        | Vásártér utca 3. (Csaba utca) (Korábban: ÖMV benzinkút)                           | 2                                                                         | 2                                                                         | 8H                                                                                        | TDK-EPCOS Kft. |                                                                           |
| 35                                                                        | 31                                                                        | Vásártér utca 1. (Jávor utca) (Korábban: Vásártér utca)                           | 1                                                                         | 1                                                                         | 8H                                                                                        | iVy Technology Kft. |                                                                           |
| 36                                                                        | 32                                                                        | iVy Technology Kft. (Vépi út) (Korábban: iQor Kft.)                               | 0                                                                         | 0                                                                         | 3H, 8H                                                                                    | iVy Technology Kft. |                                                                           |